# Elektrodinamičko djelovanje
Elektrodinamičko djelovanje ili Ørstedov zakon je djelovanje električne struje u električnom vodiču na drugi vodič ili trajni magnet. Jedan od triju osnovnih učinaka električne struje magnetski je učinak, a otkrio ga je 1820. danski fizičar H. Ch. Ørsted. On je, naime, opazio da se magnetska igla u blizini vodiča kojim prolazi struja otklanja iz svoje normalne orijentacije u smjeru sjever–jug i postavlja okomito na smjer toga vodiča. Upravo time došlo se do spoznaje da magnetizam nije neka posebna prirodna, odnosno fizikalna pojava, nego da je magnetizam doista samo pojava nedjeljivo vezana uz gibanje električnog naboja, uz električnu struju. Na temelju toga zaključio je nadalje A. M. Ampère da će i dva vodiča, kroz koja protječe struja, nekom silom djelovati jedan na drugi, kao što i dva magneta djeluju jedan na drugi. Prema istraživanjima Ampèrea i ostalih fizičara koji su se bavili tim problemom, kvantitativno određivanje tog elektrodinamičkog djelovanja, a to je proračun sile među vodičima, vrlo je složeno ako se oba vodiča nalaze u prostoru u posve općenitu položaju.
U elektrotehničkoj su praksi konstrukcije električnih aparata često baš takve da se mogu za proračun elektrodinamičkih sila primijeniti samo jednostavne jednadžbe. Budući da prema pravilu elektrodinamičkih sila magnetsko polje djeluje silom na struju, a to je gibanje električnih naboja, bit će u magnetskom polju izvrgnuti silama i oni električni naboji koji su sadržani u atomskoj strukturi vodiča ako se taj vodič giba u magnetskom polju. Ako se dakle vanjskom mehaničkom silom pomiče vodič u magnetskom polju, gibanje pozitivnih iona i gibanje negativnih slobodnih elektrona neka je električna struja. Oboje će biti izvrgnuto silama, no kako su u vodiču gibljivi jedino slobodni elektroni, to će se utjecajem sile jedino oni moći pomaknuti, pa će tako doći do gomilanja elektrona na jednoj strani vodiča, gdje nastaje negativan pol, dok će na suprotnoj strani biti manjak elektrona, a to je pozitivni pol. U vodiču je, dakle, stvorena razlika električnog potencijalâ ili je induciran električni napon.

## Magnetsko polje električne struje
Danski fizičar H. C. Ørsted je prvi pokazao 1820. da postoji uska veza između električne struje i magnetizma. On je uzeo magnetsku iglu i postavio paralelno iznad nje bakrenu žicu, spojenu s polovima akumulatora. Čim se uključi električna struja, magnetska igla će se odmah pomaknuti iz svog pravca. Taj će otklon biti to veći što je struja jača. Promijenimo li smjer struje, igla će se otkloniti na drugu stranu. Stavimo li žicu ispod magnetske igle, bit će njezin otklon suprotan nego kad je žica iznad nje. 
Iz toga zaključujemo da oko električne struje postoji magnetsko polje jer samo ono može djelovati na magnetsku iglu. Svojstvo električne struje da stvara oko sebe magnetsko polje zove se elektromagnetizam. Pokusima se može pokazati da je magnetsko polje oko električnog vodiča u obliku koncentričnih krugova. Dakle, magnetsko polje oko ravnog električnog vodiča kojim protječe električna struja kružno je polje. Stavimo li u to polje magnetsku iglu, njezin će sjeverni pol pokazivati smjer magnetskog polja. Smjer toga magnetskog polja možemo odrediti pravilom desne ruke. Savijemo li prste desne ruke oko vodiča tako da nam palac pokazuje smjer struje, savinuti prsti pokazivat će smjer magnetskog polja. 
Savijemo li žicu u krug, magnetsko će polje u unutrašnjosti kruga biti pojačano, jer na jednoj strani sve magnetske silnice ulaze u krug, a na drugoj izlaze iz kruga. Načinimo li više zavoja od žice, dobit ćemo električnu zavojnicu, solenoid, uzvojnicu ili svitak, pa će djelovanje pojedinih krugova struje međusobno pojačavati. Takva se uzvojnica vlada kao pravi magnet dok kroz nju teče električna struja. Magnetske polove takve zavojnice možemo odrediti pravilom desne ruke, te ćemo pri tom vidjeti da je južni pol na onoj strani zavojnice gdje struja za gledaoca teče u smjeru gibanja kazaljke na satu, a sjeverni pol obratno. 
Stavimo li u takvu zavojnicu štap od mekog željeza i pustimo li istosmjernu struju, željezo će se zbog magnetskog polja magnetizirati u zavojnici. Takva zavojnica sa željeznom jezgrom zove se elektromagnet. Čim prekinemo struju, željezo nije više magnetično, u njemu ostaje samo malo takozvanog zaostalog ili remanentnog magnetizma. Metnemo li u zavojnicu čelični štap, on će zadržati veći dio postignutog magnetizma kad struju prekinemo. Elektromagneti se upotrebljavaju kod različitih električnih uređaja, a služe u industriji i za prenošenje velikih i teških predmeta.

### Djelovanje magnetskog polja na vodič kojim teče električna struja
Ako stavimo u magnetsko polje električni vodič kojim teče električna struja i kako oko vodiča postoji magnetsko polje, dat će polje vodiča i polje magneta razultirajuće magnetsko polje. Budući da na jednoj strani magnetske silnice jednog i drugog polja imaju isti smjer, a na drugoj protivni, to će na desnoj prvoj strani nastati zgušćenje, a na drugoj razrijeđenje magnetskih silnica. Zbog toga se pojavljuje sila koja vodič nastoji pomaknuti u stranu (u stranu razrijeđenih magnetskih silnica).
Slično se može napraviti pokus tako da postavimo električni vodič unutar potkovastog magneta. Čim se uključi električna struja, vodič će se otkloniti. Preokrenemo li magnet ili smjer struje, otklon vodiča bit će na protivnu stranu. 
Smjer gibanja vodiča u magnetskom polju možemo naći po pravilu lijeve ruke. Postavimo lijevu ruku tako da nam magnetske silnice udaraju u dlan, a prsti pokazuju smjer struje u vodiču. Tada će palac pokazivati njegov otklon, odnosno smjer sile kojom magnetsko polje djeluje na vodić kojim teče električna struja. 

### Djelovanje struje na struju
Budući da oko svakog električnog vodiča kojim teče električna struja postoji magnetsko polje, to takva dva vodiča moraju djelovati silom jedan na drugi. Ako uzmemo ravan vodič i postavimo paralelno uz njega drugi, tako da kroz oba vodiča teče struja iste jakosti i istog smjera, polje jednog i drugog vodiča spojit će se zajedno, pa će se oni međusobno privlačiti. 
Promijenimo li smjer struje u jednom od vodiča, stvar će biti obratna. Između vodiča nastat će zgušćivanje magnetskih silnica, a na vanjskoj strani razrijeđena, pa će se vodiči međusobno odbijati. Iz toga izlazi da se vodiči u kojima teče struja istoga smjera međusobno privlače, a vodiči u kojima teče struja protivnog smjera međusobno odbijaju. 